# Відламкова держава

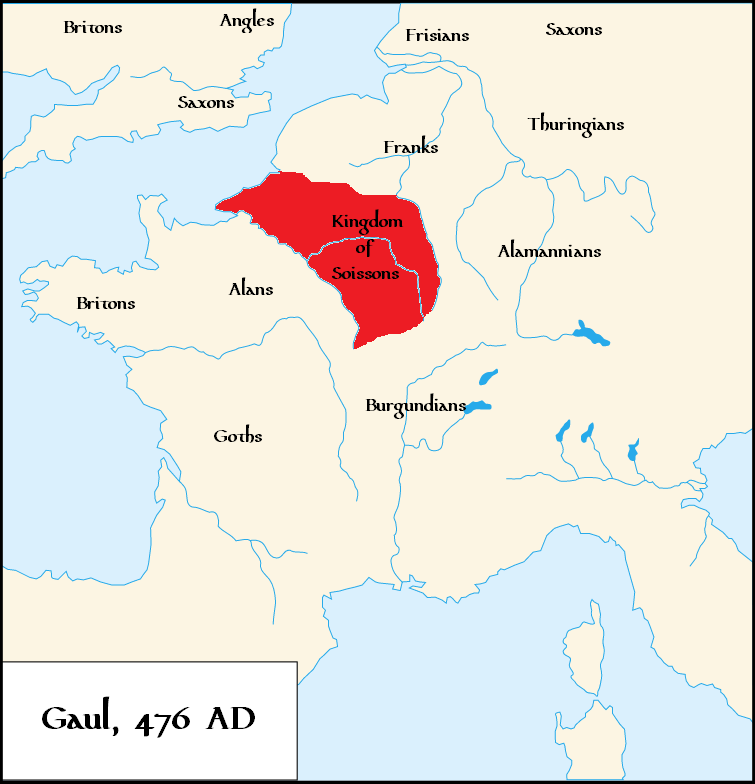
Суассонська область, римська відламкова держава

Відламкова держава чи решткова держава (англ. rump state, нім. Reststaat, Rumpfstaat), також держава-відламок або держава-обрубок — термін, що походить з англо- та німецькомовної наукової літератури на позначення держави, яка пережила раптове скорочення своєї території, що, зі свого боку, призвело до різкої зміни економічної, політичної, національної, мовної, релігійної та інших характеристик, властивих їй у минулому.
Решткові держави виникали в різні періоди історії[відсутнє в джерелі]. У деяких випадках, зазвичай після певного часу, деяким з них вдавалося відновити колишню могутність, а разом з ним повернути під свій контроль втрачені території (Енозіс).
Поява держави-обрубка стає найболючішою для тієї частини титульного населення, яка раптово опиняється у складі території ворожих держав (ірредента).
Як приклад відламкових держав нерідко наводять Австрію після розпаду Австро-Угорщини в 1918 році, Туреччину 1920—1923 рр. (після Севрського договору, що розділив Османську імперію), Росію після розпаду СРСР, Сербію після розпаду Югославії.